# Port-a-Cath
Port-a-Cath® es el nombre comercial de un acceso venoso central de larga duración, que cuenta con un reservorio subcutáneo de titanio con una membrana de silicona, ubicado preferentemente en el tórax, conectado a un catéter de silastic, introducido por vena subclavia y llega a vena cava superior (centralizado). La colocación de este dispositivo biocompatible radiopaco es quirúrgica.
Se utiliza para la administración de medicamentos por tiempo prolongado, esencialmente para administrar citostáticos que tienen riesgo de provocar lesión al extravasar (drogas vesicantes) también facilitan la extracción de muestra de sangre.
Para su habilitación es necesario palpar el reservorio y la membrana siliconada e introducir una aguja especial denominada Huber.
La utilización de este cateter requiere cuidados especiales como evitar su infección y mantenerlo permeable, introduciendo un sello de solución heparinizada una vez cada treinta días cuando no se utiliza.

## Riesgos
- Infección, una infección bacteriana grave puede comprometer al paciente y al aparato, se requerirá retirarlo mediante una cirugía, la infección pondrá la salud del paciente en juego y lo debilitará, en algunos casos se produce una bacteriemia o hasta una septicemia.

- Trombosis, la formación de un coágulo de sangre en el catéter puede bloquear el dispositivo de forma irreversible. Para prevenir estos coágulos es necesaria la aplicación de suero salino o heparina, bajo supervisión médica o profesional de enfermería, al menos una vez cada cuatro semanas. En caso de que se esté administrando medicamentos por este dispositivo se recomienda que se aplique la heparina cada quince o veinte días.

- Fallo mecánico, raro es el caso. Es posible que parte del sistema pueda romperse y quede alojado en el sistema circulatorio. En tal caso esto es poco probable que cause un daño serio.

- Infantes, si el aparato es introducido en un niño habrá que retirarlo o reemplazarlo conforme va creciendo el niño ya que puede quedar corto y podría moverse de la parte inferior a la parte superior de la vena cava.

- Daño arterial, la arteria subclavia puede ser pinchada inadvertidamente. Esto puede provocar un hematoma subcutaneo y ocasionalmente un pseudoaneurisma.

- Datos: Q552258
- Multimedia: Implantable venous access devices / Q552258